# Toni Popadić
Toni Popadić (5. studenoga 1994.) hrvatski je vaterpolist.
Kao dijete igrao je košarku, a kasnije je počeo trenirati vaterpolo. Visok je 2,05 metara. Igra za VK Jug Dubrovnik 2014. godine na poziciji vratara. Sezonu 2017./2018. proveo je u španjolskom Mediterraniju iz Barcelone. S Jugom je osvojio naslov prvaka Hrvatske četiri puta (2017., 2019., 2020. i 2022.) Toni Popadić je treći vratar u povijesti VK Juga, koji je izabran za kapetana nakon Mara Balića i Marka Bijača.
S hrvatskom reprezentacijom osvojio je naslov prvaka Europe na Europskom prvenstvu u Splitu 2022. godine.

## Vanjske poveznice
- (engl.) Profil na Global Sports Archive